# 谷欽太郎

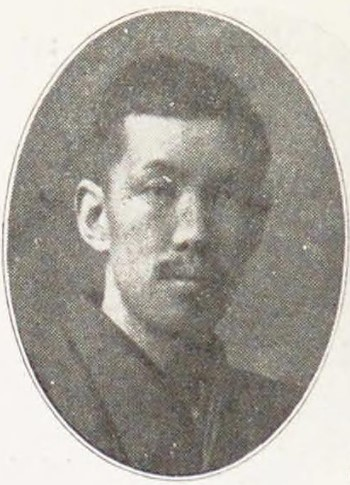
谷欽太郎

谷 欽太郎（たに きんたろう、1878年（明治11年）12月9日 - 1951年（昭和26年）9月16日）は、日本の台湾総督府官僚、政治家、実業家。衆議院議員。

## 経歴
富山県下新川郡仏田村（現富山県魚津市）で、谷平吉の長男として生まれ、1897年4月、谷順平の長女・寿意と結婚し婿養子となる。第四高等学校を経て、1904年7月、東京帝国大学法科大学政治学科を卒業。1905年8月、文官高等試験行政科試験に合格した。
1906年2月、台湾総督府に入り、同属、同専売局書記、同事務官、同脳務課長などを歴任した。1913年に退官。
1915年3月、第12回衆議院議員総選挙に富山県郡部から立憲政友会所属で出馬して当選し、衆議院議員を一期務めた。その後、富山県農会長、同山林会副会長、日本勧業銀行地方顧問、魚津倉庫取締役、荻生銀行取締役、日本海電気取締役、黒部川電力取締役、小松電気取締役、黒部鉄道取締役、国産肥料社長、日本カーバイド工業監査役などを務めた。
魚津市立道下小学校の校門横には、彼の銅像（高さ2m、右手に扇子を持った和服姿）が設置されている。この銅像は道下小学校創立80周年を記念して建立されたもので、その後校舎の新築の度に2回移転している。